# Windows Management Instrumentation
WMI (ang. Windows Management Instrumentation) – zestaw protokołów i rozszerzeń systemu Windows umożliwiających zarządzanie i dostęp do zasobów komputera, takich jak adaptery sieciowe, aktualnie otwarte programy, lista procesów, odczyty z wbudowanych czujników temperatury, odczytów woltomierzy itp.
WMI oferuje również zdalny dostęp do zarządzanych elementów komputera.
WMI jest implementacją standardu CIM (ang. Common Information Model), zdefiniowanego przez komitet normalizacyjny DMTF (ang. Distributed Management Task Force).
Jednym z popularnych zastosowań WMI jest tworzenie prostych skryptów w języku VBScript do zarządzania podsystemami komputera, jak na przykład zdalna zmiana adresu IP karty sieciowej.